# Topónimos segoviano-abulenses de la provincia de Salamanca

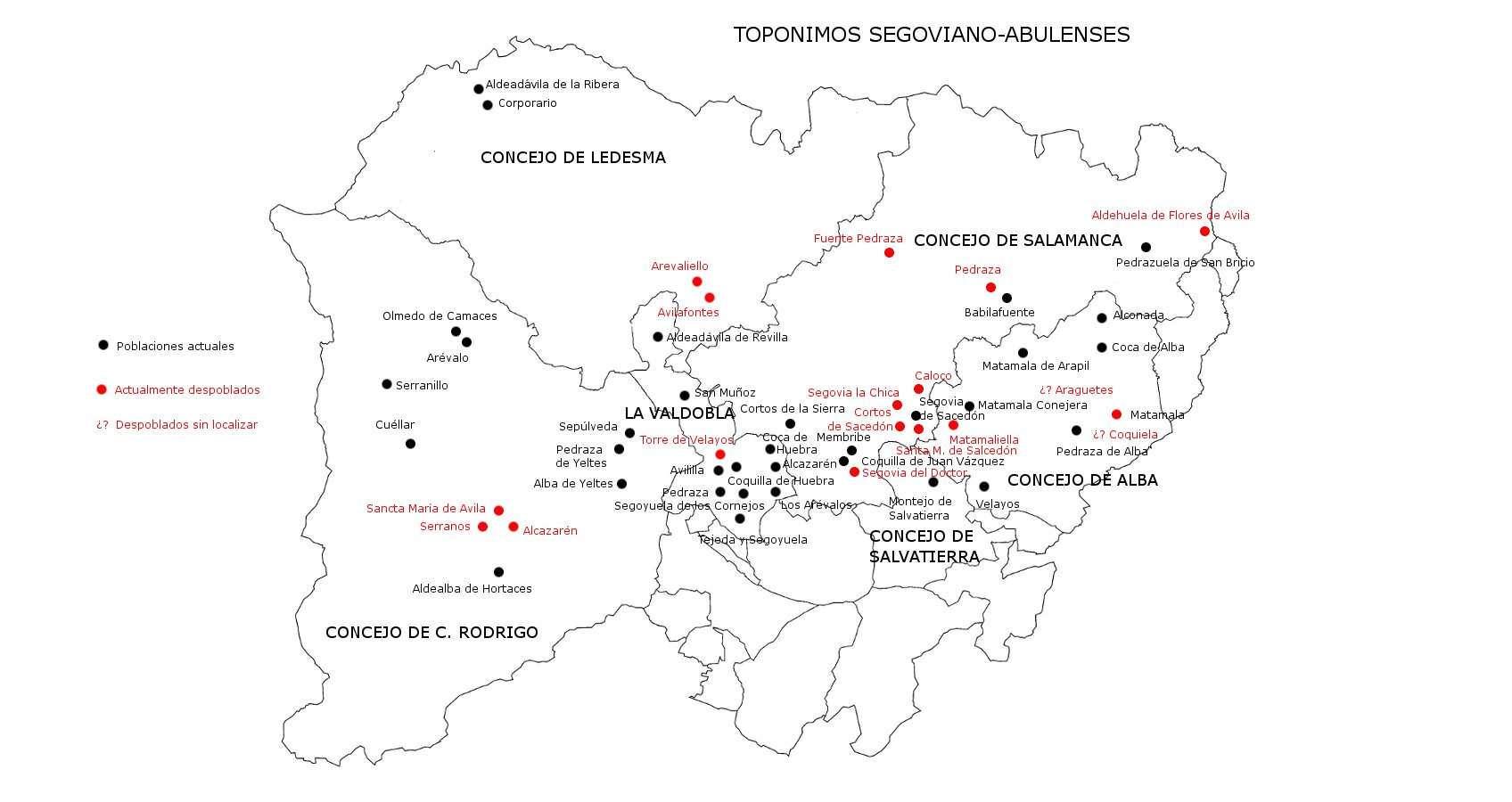
Topónimos segoviano-abulenses.

Una vez producida la división de la Extremadura en dos reinos diferentes en el año 1157, grupos procedentes de la Extremadura castellana, limitados en su inercia fronteriza por la reorganización almohade y la presencia de las órdenes militares en la cuenca del Tajo, y sobre todo por el bloqueo social que empezaba a imponerse en los concejos nacidos a principio de siglo, comparecieron en la colonización militar y civil del territorio salmantino.

"E el rey de León pobló a Ciudad .Ε los más e los mejores desta gente (abulenses) fuéronse aquella población; e non fincaron si non los tenderos e los más refezes omes

Con estas frases, la Crónica de la población de Ávila describe la salida encontrada por una parte de la población abulense en la nueva ciudad. Estas gentes eran las mismas que desde la época del conde Raimundo habían mantenido una pugna secular con quienes, como guerreros, habían capitalizado el poder hegemónico en el concejo abulense, o herederas de ellas.
Mercaderes, artesanos, tal vez algunos campesinos, y quizás algunos guerreros, buscaron la fortuna y la reproducción de las condiciones iniciales de su asentamiento en Ávila en las nuevas tierras de frontera.
La venida de abulenses a la penillanura salmantina iría acompañada de grupos procedentes de las tierras orientales extremeñas, de las segovianas y de las septentrionales de las riberas del Duero. Es decir, los lugares donde se había consolidado y estaba institucionalizándose la presencia de un grupo dominante guerrero-clerical que causaba su rechazo por quienes se veían postergados.

## Listado de topónimos
Topónimos que son clasificados como segoviano-abulenses por diversos autores:
- Aldeadávila de Revilla, en el término de Buenamadre.

- Aldeadávila de la Ribera, en el antiguo concejo de Ledesma.

- Corporario, en el antiguo concejo de Ledesma.

- Avilafontes: actual despoblado en la zona de Ledesma, al sur de Villares de Sando, junto a Arevaliello.

- Arevaliello: actual despoblado que se encuentra al lado de Avilafontes, en el concejo de Ledesma.

- Coca de Alba.

- Coquilla, en el concejo de Alba. La localidad aparece documentada con la denominación "Coquiela" en el Libro de todos los préstamos (1265) de la Catedral de Salamanca. Coquilla es lugar sin precisar hoy en día.[1]

- Matamala Conejera, en Martinamor, en el concejo de Alba.

- Matamala de Arapil, en Garcihernández, en el concejo de Alba.

- Matamala, despoblado entre Gajates y Santiago de la Puebla, en un paraje llamado Guedeja, en el antiguo concejo de Alba.

- Matamalilla ("Matamaliella" en la documentación antigua): lugar hoy despoblado que se encontraba entre Buenavista (antigua Bozigas) y Beleña, en el concejo de Alba.

- Pedraza de Alba.

- Velayos: alquería de Pelayos, en el concejo de Alba de Tormes.

- Cortos de Sacedón, en el término de Monterrubio de la Sierra. En este mismo municipio están también Segovia la Chica y Segovia de Sacedón.

- Cortos de la Sierra, población en el municipio de Narros de Matalayegua.

- Montejo de Salvatierra[2]

- Alcazarén: despoblado en el término de La Encina, en el antiguo concejo de Ciudad Rodrigo.

- Alcazarén, en el término de Bárbalos.

- Aldehuela de Flores de Ávila: despoblado agregado a Zorita de la Frontera.

- Arevalillo: despoblado del municipio de Olmedo de Camaces. Hoy día da nombre a una finca. El lingüista y etnólogo Antonio Llorente Maldonado de Guevara, en su obra Toponimia Salmantina, nos sitúa en este mismo municipio el topónimo "Arévalo"; es de suponer que tanto "Arevalillo" como "Arévalo" sean la misma cosa.

- Arevalillos: pueblo arruinado de la provincia de Salamanca, partido judicial de Sequeros.

- Los Arévalos: alquería aneja a Avililla de la Sierra. Ayuntamiento de Tamames.

- Avililla de la Sierra, en el término de Tamames.

- Coca de Huebra, en el término de Berrocal de Huebra.

- Coquilla de Huebra, en Berrocal de Huebra.

- Coquilla de Juan Vázquez, en el término de Membribe.

- Cuéllar: poblado en el municipio de Gallegos de Argañán.  Antiguo concejo de Ciudad Rodrigo.

- Membribe: tiene como despoblados a Coquilla de Juan Vázquez y Segovia del Doctor.

- Pedraza de Yeltes, en Castraz. Antiguo concejo de Ciudad Rodrigo.

- Pedraza, en Tejeda y Segoyuela.

- Fuente Pedraza, en el término de Castellanos de Moriscos. En el Cuarto de la Armuña del antiguo concejo de Salamanca.

- Pedraza: aparece documentado en el año 1265 en el "Libro de todos los préstamos" de la catedral de Salamanca. Situado en el antiguo concejo de Salamanca , Cuarto de Valdevilloria, entre las localidades actuales de Babilafuente, Aldealengua y Villoria.[3]

- Segovia de Sacedón, en Monterrubio de la Sierra.

- Segovia del Doctor, en Membribe.

- Segoyuela de los Cornejos, en el término de Tejeda y Segoyuela.

- Sepúlveda, en Castraz , antiguo concejo de Ciudad Rodrigo.

- Tejeda y Segoyuela

- Torre de Velayos, en Berrocal de Huebra.

- Segovia la Chica, en Monterrubio de la Sierra.

- Alba de Yeltes, municipio del antiguo concejo de Ciudad Rodrigo.[4]

- Aldea de Alba: actualmente se encuentra dentro del término municipal de El Bodón. También se la conoce como Aldealba.[1]

- Baguilafuente: es la actual Babilafuente, en el concejo de Salamanca.

- Serranos: despoblado que se encuentra a media legua de Ciudad Rodrigo.

- Pedrazuela: es la actual Pedrezuela de San Bricio en el término de Villar de Gallimazo. Se encuentra en el Cuarto de Valdevilloria del antiguo concejo de Salamanca.

- Caloco: núcleo de población del municipio de Buenavista en el Cuarto de la peña del Rey del viejo concejo de Salamanca. Algunos autores lo recogen también como "Callocos".

- Santa María de Salcedón, en el Cuarto de la Peña del Rey, en el concejo de Salamanca. Su ubicación es en las inmediaciones del actual Monterrubio de la Sierra.

- Sancta María de Ávila, en el sexmo de la ciudad y su socampana del antiguo Concejo de Ciudad Rodrigo. En Historia Civitatense de Antonio Sánchez Cabañas (año 1627) se dice:

"..parte destas gentes (abulenses) poblaron un pueblo a media legua desta ciudad y la llamaron Sancta maría de Ávila. Aora está arruynado y solo a quedado en pie su yglesia prarrochial.."

- Araguetes: Aparece con la denominación "Araquetes" en el Libro de todos los Préstamos. Población, sin localización precisa, situada en el concejo de Alba.

- Olmedo de Camaces: Concejo de Ciudad Rodrigo. Actual municipio.[1] Existe un poblado del municipio de Vecinos con la denominación "Olmedilla", aunque ningún autor lo incluye en este tipo de topónimos.

- Serranillo: A 4 leguas de C. Rodrigo, a orillas del Águeda, en el municipio de Villar de la Yegua.

- Alconada, en el Concejo de Alba.[1]

- San Muñoz: este raro antropónimo puede corresponder a un caballero abulense del mismo nombre (vid. Crónica de la población de Ávila, cit., p. 43). En el municipio actual de La Torre, actual provincia de Ávila, existe una dehesa con ese mismo nombre, que viene recogida como "Sanmuñoz" en la obra Las comunidades de villa y tierra de la Extremadura castellana: estudio histórico-geográfico de Gonzalo Martínez Díaz (Editora Nacional, 1983). En esa misma obra de Martínez Díaz, se recoge un despoblado llamado "San Muñoz" en la Comunidad de Villa y Tierra de Arévalo, que se encuentra en Honcalada (Valladolid).